# Судзуки, Юсукэ
Юсукэ Судзуки (род. 2 января 1988, Номи, Исикава) — японский легкоатлет, специализируется в спортивной ходьбе. Чемпион мира 2019 года в спортивной ходьбе на 50 километров.

## Достижения
Впервые на международных соревнованиях выступил в 2004 году на чемпионате мира среди юниоров, где занял 17-е место в с/х на 10 000 метров. На следующий год стал бронзовым призёром чемпионата мира среди юношей на этой же дистанции. В 2006 году занял 3-е место на чемпионате мира среди юниоров в заходе на 10 000 метров.
С 2007 года он начал выступать в категории взрослых спортсменов на дистанции 20 километров. На чемпионате Азии по с/х финишировал на 6-м месте со временем 1:25.49. На Универсиаде 2007 года занял 4-е место с результатом 1:25.50.
В 2008 году на чемпионате Азии по с/х занял 5-е место — 1:27.17, а в 2009 году также занял 5-е место — 1:22.05. В 2009 году принял участие в чемпионате мира в Берлине, где занял 42-е место. На Кубке мира по с/х 2010 года финишировал на 40-м месте.
На Олимпиаде 2012 года занял 36-е место с результатом 1:23.53.
15 марта 2015 года на чемпионате Азии по с/х установил новый мировой рекорд в ходьбе на 20 километров — 1:16.36. Он превзошёл предыдущий рекорд француза Йоанна Дини — 1:17.02, который простоял всего 1 неделю. 12 июля выиграл соревнования Kitami Hokuren Distance Challenge в ходьбе на 5000 метров, установив новый рекорд Азии — 18.37,22. 16 июля стал победителем Hokuren Distance Challenge с новым рекордом Азии в заходе на 10 000 метров — 38.10,23.
В ночь на 29 сентября 2019 года Юсукэ в Дохе стал чемпионом мира в ходьбе на дистанции 50 километров, показав результат — 4:04:20 и опередив ближайшего преследователя на 39 секунды.  